# Conflicte dels Ordres
L'anomenat Conflicte dels Ordres és el nom amb què es coneixen histogràficament parlant les lluites social i política empreses entre patricis i la plebs als inicis de la República de l'antiga Roma. El conflicte, també anomenat Conflicte patrici-plebs, sorgeix arran del desig de la plebs d'aconseguir la igualtat política. En efecte, la plebs no podia participar en política, ni tan sols votar. Els càrrecs estaven reservats als patricis qui, a més, havien promogut lleis molt virades a promoure la possessió de béns per part dels patricis. La guerra civil s'inicia amb la Secessió plebis del 494 aC i fineix al 287 aC amb la Lex Hortensia de plebiscitis. S'introdueix llavors la Llei de les Dotze Taules.